# ゲームオーバー

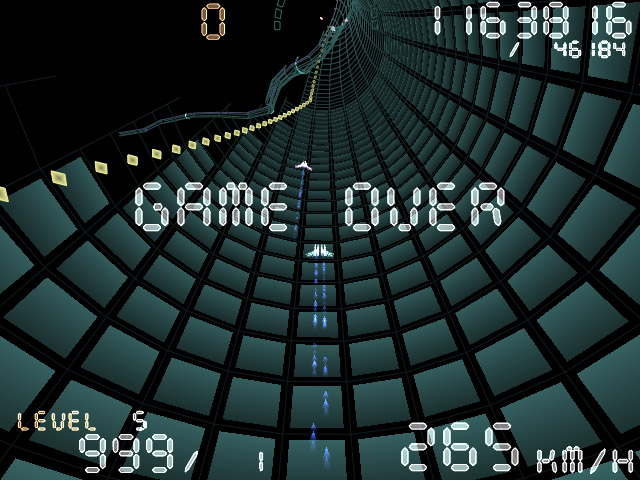
ゲームオーバー（Torus Trooper）

ゲームオーバー (英: game over) は、主にコンピュータゲームでゲームがその時点で終了することを示す。

## 概要
「ゲームオーバー」は辞書によって和製英語やそうではない英語だと説明が分かれているが、1950-60年代のアメリカ製アーケードゲームでは「GAME OVER」は使われており、和製英語とされることもあるのは米国製アーケードゲームがあまり日本で知られていないことや、ソフトウェア→ソフト、キャラクター→キャラ、タイム イズ アップ→タイムアップ、のように略称としての和製英語のように見えた可能性がある。コンピュータ用では1973年登場の101 BASIC Computer Gamesで使用例は「GAME IS OVER」を含めて極少数で「YOU WON!!!」「I WON!!!」がよく使われ、理由として、アーケードではゲーム盤面やスコアボードの中にスコアやゲームオーバーの表示部分が個別に組み込まれて状況をリアルタイムに確認できたが、当時のコンピューターゲームはディスプレイでなくテレタイプで印字して遊ぶことが多く、さらに当時のBASICはリアルタイムの入力出力を想定していなかったため、スコアや結果の印字が重要で終了のみを表すメッセージはあってもなくてもよかったとみられる。
初期のコンピュータゲームでは、全ステージをクリアした際に難易度を上げて最初のステージにループさせる形式を採用していたが、特にアーケードゲームにおいて店舗の収入面の都合により、エンディングを迎えて終了させる形式が主になり、「敗北」ではなく「試合終了」を意味する場合にも使われるようになった。日本で「ゲームオーバー」に否定的、特に敗北の意味として使われるようになったのは『スペースインベーダー』がきっかけとされ、それまでのアーケードゲームのコンピュータはプレイヤーが得点するのを妨害していたのに対して、同作ではプレイヤーを打ち負かしゲームを終了させるための妨害となっている。そのスリルがブームを巻き起こして大反響を呼んだが、それゆえ「敗北＝ゲームオーバー」になった。また、過去のアーケードゲームでは機械は稼働しているがプレイされていないことを示すためにゲームオーバーの表示を使っていたが、インベーダーではゲーム終了時に一文字ずつゆっくり表示されるささやかな演出が取り入れられ、プレイヤーの悔しさを増幅させ継続プレイさせる気を起こさせた。
アーケードでは1990年以降、記録カードやネットワークの導入によりプレイヤースキルに関わらず1プレイの時間があまり変動しないゲームが成立し、これらはミスによるプレイ時間への影響はなく腕の立つプレイヤーへのご褒美もプレイ時間延長とは違う形になったことで「ゲームオーバー＝敗北」のような否定的なイメージにはあまりならず、この言葉を表示させる理由も薄らいだとの見方もある。一方で、ボーカロイドのプロデューサーであるタイニーPは「幾度もリバイバルされている名作レトロゲームやレトロ風新作ゲームでは健在であり、まだ死語になる言葉でもない」としている。
フロー上のゲームオーバー処理にはゲームを正常に終わらせ、またリセットさせる役割もある。しかしゲーム進行上の手詰まり（詰み）や、操作不能を生じるスタック（いわゆるハマり）などのバグによっては、プレイを正常に続行できなくなっているにもかかわらずゲームオーバー処理（或いは（「ゲーム続行不能」又は「必須条件」が揃わない等）であるイベントやエラー等が出ない）がおこなわれないため、ゲームのストップが掛からない（止まらない）ので、ゲームオーバーより更に悪い展開になる場合もあり、プレイヤーが自主的にゲームを終了・リセットせざるを得なくなる場合もある、オンラインゲームでは自主的にゲームを終了・リセットできないゲームもある。

## ゲームオーバーの語意
「ゲームオーバー」という言葉は、元々の意味では単に「ゲームが終わる」という意味でしかない。本来の意味では目的を達成し、エンディングやスタッフロールにまでたどり着いた場合も「ゲームオーバー」と称する。
ジャンル別でのゲームオーバーの条件としては主に以下のような例が存在する。ゲームによっては同じジャンルでもゲームオーバーの条件が大きく変わることや、同じゲームでも特定の場面では追加のゲームオーバー条件が設定されることなどがしばしばあるため、あくまでも基本的な例である。
アクションゲーム・シューティングゲーム
自機がすべて敵に撃墜された、もしくはミスにより主人公キャラクターをすべて失ったとき。ライフ制の場合はライフがすべてなくなったとき。
対戦型格闘ゲーム
対戦相手に敗北したとき。
アドベンチャーゲーム
誤った選択あるいは行動をして、主人公が殺される、または事件が迷宮入りするなど目的の達成に失敗したとき。
ロールプレイングゲーム
主人公、もしくはパーティメンバーが全て、敵の攻撃やトラップなどで死亡したとき、あるいはマヒや石化などの状態異常などで行動不能になったとき。
経営シミュレーションゲーム（育成シミュレーションゲームにもあてはまるものがある）
資産がマイナス（破産）になったとき。
一定の成績（ノルマ）を達成することができなかったとき。
スポーツゲーム
試合に敗北（（グループ）リーグ戦は全試合消化後に敗退）したとき。主に『ウイニングイレブンシリーズ』のカップモードなどが該当する。
シーズンポイント（例：F1のドライバーズポイント）/リーグ戦の勝点又は賞金制（ゴルフ大会等）の場合、ポイントや賞金ランキング等が「規定の順位」又は「獲得賞金/点数以上」にならなかった場合、規定「投球回数/打席数や出走回数」等を満たなかった場合。
ウォー・シミュレーションゲーム
自軍ユニットが全滅したとき、司令官など特定のユニットが倒されたとき、敵キャラクターが指定エリアまで進んだとき、自軍の本拠地が占拠されたとき、規定ターン数以内に戦闘を終結できなかったとき（＝任務を失敗(英:Mission failed）した場合）。
恋愛ゲーム
異性にふられる、または誰にも告白されず、特定の人物と結ばれなかったとき。
パズルゲーム
規定時間までにパズルを解けなかった場合や、手詰まりになったとき。
音楽ゲーム
クリア条件を満たしていない状態で曲が終了した場合（ゲージ が指定された量に達しなかった場合）。主に以下の3パターンを採用しているゲームが多い。
1. 演奏の終了時に「ゲージが一定量以上なければゲームオーバー」となる場合。
演奏の途中でゲージがなくなっても即ゲームオーバーとならない。
アーケード・コンシューマゲームにおける例：『beatmania』シリーズ、『pop'n music』シリーズ、『太鼓の達人』シリーズなど。
スマートフォンアプリゲームにおける例：『Cytus』、『VOEZ』、『DEEMO』など。
なお、『beatmania IIDX』シリーズでは通常タイプのグルーヴゲージを使用している際に見逃しPOORを50回連続で出してしまうとSTAGE FAILED演出がなされ、クリア失敗となるいわゆる「放置リタイア」が存在する（見逃しPOOR連続30回目からレーン上に「RETIRE?」の文字と「このまま入力が無いと終了します」という警告文が表示され、そのまま見逃しPOORが20回続くとプレーを放棄したと見做されSTAGE FAILED演出がなされる）。
2. 演奏の途中で「ゲージがなくなった瞬間にゲームオーバー」となる場合。
演奏の終了時にゲージが少しでも残っていればクリアとなる。
アーケード・コンシューマゲームにおける例：『beatmania』シリーズのハードモード、『Dance Dance Revolution』シリーズ、『GUITARFREAKS』シリーズ、『drummania』シリーズ、『大合奏!バンドブラザーズ』(初代のレコーディングモード)など。また、1.の作品でもモードによってはこれに該当する。
スマートフォンアプリゲームにおける例：『ラブライブ! スクールアイドルフェスティバル』、『アイドルマスター シンデレラガールズ スターライトステージ』、『AKB48グループ ついに公式音ゲーでました。』、『ガールフレンド（♪）』など。
3. 上記の両方が混在する場合。
例：『KEYBOARDMANIA』シリーズ、『初音ミク -Project DIVA-』 など。

レースゲーム
規定時間までにチェックポイント、もしくはゴールラインを通過できなかった場合。
または、規定の順位以上の順位でチェックポイントまたはゴールラインを通過できなかった場合。
クイズゲーム
規定回数誤答したとき。
または、全問終了時の得点が、規定順位又は規定点数を上回らなかったとき。
テーブルゲーム
1対1のゲームで敗北したとき。
最下位になったとき。
または、与えられた持ち点を全て失った場合。
メダルゲーム
配当が発生しなかったとき。
または、発生した配当をすべて払い出し終わったとき。
テレビ番組
主にバラエティ番組のゲームコーナーやクイズ番組などで、提示された条件を達成できなかった場合に使われることが多い（ゲーム全体的なゲームオーバーでは『Run for money 逃走中』など、コーナー内のゲームオーバーでは『ネプリーグ』『VS嵐』『くりぃむクイズ ミラクル9』など）。なお、1996年10月 - 1997年9月に放送されていた『超次元タイムボンバー』（テレビ朝日系）では、エンドカードの部分で「GAME OVER」と表示すると同時に、ウォード・セクストンによる「GAME OVER」というコールが挿入されていた。
なお、1980年代中ごろまでのアクション・シューティングゲームにおいては、特にプレイヤーに明確な目的がなく、自機・主人公をすべて失いゲームオーバーとなるまでひたすらゲームが続く方式のものが多かった（いわゆる永久パターンと呼ばれるもので、特にファミリーコンピュータのゲームに多く見られた）。『ファイアーホーク』では前作『テグザー』がそうなっていることを逆手に取り、前作の主人公が自機を破壊されるところから物語が始まっている。
1980年代から1990年代にかけてのアーケードゲームなどにおいては、デモプレイ中であることを示すために画面中央に、また複数人同時プレイ可能なゲームでの途中参加待ち 状態で、プレイしていない方のスコア表示部にそれぞれ「GAME OVER」と表示される作品が多く見られたが、ゲームオーバーの本来の意義を成さないとのことで、2000年代現在の作品では一部を除き、前者は「DEMONSTRATION」「DEMO PLAY」、後者は「INSERT COIN(S)」「PLEASE WAIT」といった表現に替えられている。
これとは別に『ドラえもん ギガゾンビの逆襲』で、オープニングの後に主人公の部屋に現れたドラえもんの頼みを断り続けるとドラえもんがいじけるという、一種のギャグとしてのゲームオーバーが稀に存在する。主人公に協力を求める依頼に対する選択肢で「いいえ」を選択した場合に同じメッセージが繰り返されない珍しい例でもある。同じようなもので『たけしの挑戦状』ではゲームを始めてもいないのにゲームオーバーとなる選択肢が存在している。
プレイ中のゲームが不正ソフト、未承認ハード、チートなどを感知したり、利用料金等が支払いできなくなった場合、不正契約の場合、強制的にゲームオーバー・アカウント/セーブデータ消去になったり、ソフトやハードが使用不能になる例がある。
プレイ可能期間が制限されているソフトもある(例：発売からX年間（永続でも）等、ただし突然のサポート終了（倒産や廃業・撤退、技術的問題、著作権・版権・肖像権・実名使用権等の権利問題、保守部品などの入手が不可能、OSのサポート終了など、で）になったソフトもある）、故障などでハードを買い替えるとソフトダウンロード期間終了などでプレイ不可能になる場合もある。
また、ゲームオーバーの意味を『単にゲームが終わる』という元々の意味に近い形で捉えている作品もある（例『バンジョーとカズーイの大冒険』シリーズ、『ドンキーコング64』など）。
中にはクリアをしてもエンディングの画面でゲームオーバーとテロップが表示されるゲームもある（例『ミシシッピー殺人事件』『グーニーズ2 フラッテリー最後の挑戦』『電車でGO!』『デイトナUSA』など）。前述の通り、目的を達成したという本来の意味での「ゲームオーバー」では誤りではない。因みに、大方のゲームでは「CONGRATULATION」と祝福を表すメッセージを表示させることが多い。また逆にプレイヤーが目的未達の「ゲームオーバー」になった時でも「THE END」と表示される作品も存在する（1980年代前半のSNK製アーケードゲーム、『マッハライダー』『カラテカ』『アルゴスの戦士』など）。
音楽ゲームなどストーリーの要素が薄い作品などは、ゲームの結果に関わらず「THANK YOU FOR PLAYING」などと表示される作品もある。
特定の条件に当てはまると残りのプレイヤーストックやライフが一瞬で全てなくなり即ゲームオーバーになる「即死」が採用されているゲームもある。

## コンティニュー
ゲームオーバーになった箇所の直前、もしくはゲームオーバーになった箇所から再びゲームを続行できる「コンティニュー」機能を備えた作品が数多くある。
ただし、一部のゲームではコンティニューを使用すると、ペナルティとしてそれまでのスコアがリセットされる（『スターフォックス』『ロックマン』『ソニック・ザ・ヘッジホッグ』など）、スコアが減少する（『対戦ぱずるだま』など）、コンティニューをしたことが分かるように1桁目のスコアがコンティニューする度に1ずつ増大する（『ファイナルファイト』『ストリートファイターII』など）、さらに真のラストボスやエンディング、裏ステージなどの出現がコンティニューなしや指定回数以内を条件としている作品もある。
しかし、上記のデメリットがあるとしても、ゲームによってはコンティニューをすることでボーナスアイテムを得られたり難易度が低下するといったメリットをもたらす作品も存在する。このように、通常では先のステージあるいはエンディングにたどり着くことができないプレイヤーを救済する一面を持ったものもある。
家庭用ゲーム初期におけるコンティニューは、特殊な操作や条件を必要とする「裏技」である場合が多かったが、時代が進むにつれて標準機能化されていき、項目を選択するだけで使えるようになっていった（『スーパーマリオブラザーズ』シリーズの場合、『1』の段階では裏技だったが、続編である『2』の時点で選択式となっている）。

### アーケードゲームにおけるコンティニュー

#### 全般
アーケードゲームでコンティニューをする場合、ゲームをするために必要な金額と同額、あるいは半額程度が必要になる場合が多い。しかし、古いゲームの割引やクイズゲームなど、1回お金を入れると2回以上のゲーム利用権（クレジット）が投入されるものでは、大抵は1回分のクレジットと引き換えにコンティニューが1回無償でできる（コンティニューせずに初めからやり直すことも可能）。またコンティニューには10-30カウント程度（ゲームによって1カウントの秒数が異なる）の制限時間が設けられており時間内にコンティニューしなかった場合、プレイの継続はできない。コンティニュー画面でクレジットが投入された場合、カウントが最大値まで戻ることが多い。
また、コナミの『麻雀格闘倶楽部』シリーズでは従前のクレジット単位に加え、プレイヤー情報を登録しているe-AMUSEMENT PASSに付帯されている電子マネー機能PASELIを使い、残り持ち点に応じた金額（ポイント）を払うことでコンティニューができる「スマートコンティニュー」機能があり、無料継続にわずかに足りない点数で終わったりした場合で金額面で有利になる場合がある。（プレミアムモードでプレイした場合のみ採用。PASELI決済でも通常のモードでプレイでき、その場合は東風・三麻・半荘戦、ライフ制の有無と残り持ち点棒に応じ1クレジット - 3クレジット（1クレジットあたりの金額は店舗による)で変動することになる）
同じコナミアミューズメントの「麻雀ファイトガール」ではPASELIでプレイすることでスマートコンティニューが可能になっている。
アーケードゲームの場合、ストーリー性が強くて最後までプレイするのに時間のかかるレースゲームや、1プレイ毎にカードを提供しているトレーディングカードゲーム採用型ゲームなどでは、勝敗に関係なく1回のプレイ毎にコンティニューが必要になっており、その代わり、カードなどの外部メディアに、ゲームの進行状況を記録できるものが増えてきている。
セガの一部のアーケードゲームでは「GP制」が導入されており、クレジットを投入し、消費することでGPに変換され、以下の行動で消費される。
- 『艦これアーケード』では、GPがプレイ時間の概念を持ち、1秒につき1GP消費するほか、資材などの購入でも消費される。長時間のプレイを制限するため、1プレイで変換できるGPは店側で制限されていることが多い。

- 『セガNET麻雀 MJ Arcade』ではゲームモードにより300GPから700GP消費される。なお2着の場合のコンティニューに限りGP消費は半分になる。またキャラガチャでも消費される。なお、プレイ金額によりGPにボーナスが入る。（終了しないかぎり連コインは不要）

店舗設定により100円で加算されるGP量やボーナスのタイプ（ボーナスなしも設定可能）がある。
なお、音楽ゲームではコンティニューができない代わりに、1曲目ではクリアの成否に関わらずゲームオーバーにならない、もしくは対戦相手がクリアすれば自分がクリアできなくても保証される仕様を採用したタイトルが多い（「jubeat」など）。
アーケードゲームにおける「その場復活でコンティニューできる」仕様はタイトーの特許だった（1989年に出願、現在は期限切れ）。これはゲームの仕様を保護するはじめての特許となった。

#### マナーについて
アーケードゲームは、ゲームセンターに来る全てのプレイヤーのものであるのが原則の為、後ろに並んでいるプレイヤーがいる場合はコンティニューせずに、次のプレイヤーにゲームを譲ってもう一度並び直して（最初から）やり直すことが暗黙のルールとなっている。ただし、あくまで暗黙のルールなので、明記されている店舗は極めて稀である。
こういった背景から、何度も何度もコンティニューを繰り返す行為は連コイン（連続的にコインを入れることから。「連コ」と略されることもある）と呼ばれている場合がある。一方で、一部店舗では「無制限台」と称し、コンティニュー制限がない（＝クレジットさえあればずっとできる）筐体が設置されている。この場合、次のプレーを待っている客がいても交代する必要がないとしている店舗もある。
なお、日本国外での連コイン行為はかなり事情が異なる。例えば米国における"1コイン"とは一般的に25セント硬貨であり100円玉の1/4以下の価値しかない。このため海外向けタイトルでは時間辺りの収益が向上するよう、ゲームデザインも連コイン（かつ多人数プレイ）を推奨もしくは促進するよう設計されている事が多い。例えば同一タイトルでも海外仕様では難易度が高く設定されたり、"その場復活"仕様への変更などがある。コンバットライブスではコイン投入の瞬間にプレイヤーの体力が一定量追加される仕様があり、ゲームプレイ（とプレイヤーの熱狂）を途切れさせないように工夫されている。

### コンシューマーゲームにおけるコンティニュー

#### プレイの再開方法
1. ゲームオーバーになったステージから再開
  - 例:『ロックマン』や対戦型格闘ゲームなど
2. ゲームオーバーになった箇所から再開
3. ゲームオーバーになった位置によって決められた再開地点から再開
  - 例：『スーパードンキーコング』シリーズのコンティニューバレルなど
4. パスワード
  1. ステージごとにパスワードを設定し、ゲームオーバー時に表示する。再開時はこのパスワードを入力する必要がある。このシステムを採用しているゲームには基本的にセーブ機能がない。例としては『チャンピオンシップロードランナー』（1985年登場・一定ステージ以後）、『ボンバーマン』などが挙げられる。
  2. プレイヤーの名前・ヒットポイント・レベル・経験値といったパラメータなどのステータスを暗号化し、パスワードとして生成する。『ドラゴンクエスト』の「復活の呪文」や『桃太郎伝説』の「天の声」などがその例といえる。『メトロイド』は北米版のみこれが採用されている。

#### データの記憶方法
1. ソフトウェア内蔵バッテリーバックアップ
  - 例：ファミリーコンピュータ・セガ・マークIII/セガ・マスターシステム・メガドライブ・スーパーファミコン・ゲームボーイ・ゲームギア用ロムカセット
  - ソフトウェアに内蔵されているバッテリーが無くなると、それと同時にデータが消失する。
2. ソフトウェア内蔵フラッシュメモリ
  - 例：ニンテンドーDS用ロムカセット
3. プラットフォーム内蔵バッテリーバックアップ
  - 例：メガCD・セガサターン
4. 外部記憶装置によるバックアップ
  - 例：PS・PS2のメモリーカード
5. プラットフォーム内蔵の補助記憶装置によるバックアップ
  - 例:Xbox・Xbox 360・PS2・PS3のハードディスクドライブ、Wiiの内蔵フラッシュメモリ
6. メーカー提供の専用のサーバーにプレイデータを保存
  - 例:MMORPGやゲームセンターに設置されているオンライン対戦型アーケードゲーム、メダルゲームなど（ICカードはあくまで本人であることを認証する為のものでありICカードへはデータの記録はされない）

以上ほぼ登場順。旧式の仕様も引き続き採用されている。

### コンティニュー自体がなく、セーブデータが消去される作品
一部ではゲームオーバーになった時点でこれまでプレイしたセーブデータが強制的に消去され、最初からやり直す必要のあるシビアなゲームも存在する、オンラインゲーム等はその上「最初からやり直すことが出来ない」ものもある。以下、具体例を示す。
実況パワフルプロ野球のサクセスモード
決められた期間内に二軍から一軍に昇格できなかったり（「高校野球編」では3年生の11月第3週に行われるドラフト会議で指名されないまま卒業式を迎えてしまったり）、毎年12月第1週の契約更改で「君は欲しくて取った選手じゃないから、やっぱり君はいらない…」と解雇通告（「高校野球編」では監督から野球部の退部を宣告）されたりしてゲームオーバーになると、育成したセーブデータは消去される（『実況パワフルプロ野球2001』のサクセスロードではトレーニングなどで腕などに抱えてしまった爆弾が爆発してもゲームオーバー）。また、途中でリセットすると能力が大幅に減少するペナルティが課せられる。ゲームオーバーでその後（次回以後）のプレイに影響が出てしまう（コンボ制（連続クリアやゲームオーバーを繰り返す）などの）イベント/シナリオ等もある。他にもパワフェスモードやパワフルプロ野球2024-2025の「対決！レジェンドバトル」でも負けた場合にセーブデータが消滅される。
鉄騎
撃墜されて3秒以内に緊急脱出ボタンを押せなかった、もしくは所持金不足により機体の購入ができなくなった時点でゲームオーバーとなり、セーブデータは消去される。
Minecraft
ハードコアモードではプレイヤーが死ぬとそのままデータ消去となる（デスクトップ版では、ウインドウ右上の「閉じる」ボタンを押しても無効）。なお、通常のサバイバルモードではそのようなことはない。

## ゲームオーバーのないゲーム
ゲームによっては、ゲームオーバーという概念がない作品もある。ここではいくつかの例をあげる。
実況パワフルプロ野球の栄冠ナイン・ペナントモード
栄冠ナインモードや、ペナントモードは半永久的にプレイすることが出来るため、中には栄冠ナインモードではスカウトで架空の最強選手を獲得したり、ペナントモードで100年回してドラフトで大型ルーキーカードを使って最強選手の能力を検証するYouTube動画などもある。特にペナントモードではEBASEBALLパワフルプロ野球2020まではプレイ年数が30年目までと制限されていたが、EBASEBALLパワフルプロ野球2022からは無制限となった。
『桃太郎電鉄シリーズ』・一部のサスペンスもののアドベンチャーゲーム（『EVE burst error』など）
前者はいくら借金を抱えようが『モノポリー』や『いただきストリート』のような「破産」の概念がないため、ゲームからリタイアさせられる事はなく、全てのプレイヤーがゲーム開始時に設定された「終了年数」までプレイすることができる。
後者はシナリオに沿って適切に捜査を進めて行くことで、ゲームが順調に進行するというシステムもあり、この様なゲームにもゲームオーバーは存在しないものが多い。
ただし、プレイ上で発生した問題に対して解決法に気づけなければ実質的なゲームオーバーに近い状況となる。
前者は、カードを使って借金を0円にすることのできる「徳政令カード」があるが、シリーズ初期ではそのカード自体買う場合は有料であるため、入手経路を工夫する必要があった（桃太郎電鉄2010 戦国・維新のヒーロー大集合!の巻以降は徳政令カードの価格も0円となり借金状態でも購入できるようになったほか、複数のイベントで借金帳消しにする手段が用意されている）。後者は、次に取るべき行動をプレイヤーが分からなくなる事態も起こりうる。
また、コンピュータゲーム黎明期の作品においては、クリアに必要な条件を満たせなくなっても（必要なアイテムを浪費した、フラグを立て損ねた等）、それと気付かずにゲームが続けられるものも多かった。これらの状況は「手詰まり」、「ハマり」などと呼び、ゲームオーバーとは区別される。
最近のアクションゲームの中には『ワリオランド』シリーズ（第1作目と第2作目にはゲームオーバー有り、第4作目ではラスボス戦のみゲームオーバー有り）や『ラチェット&クランク』シリーズ、『無双シリーズ』など、プレイヤーの残り人数、いわゆる「残機」のシステムがなく、いくらプレイヤーが死亡しても通過したチェックポイントまたはミスとなったステージの始めから再スタートが可能となっているものも多く、それらにはゲームオーバーという概念が存在しない。

『毛糸のカービィ』
ゲームオーバーの概念が存在しない作品の中でも珍しい作りをしており、進行不可能になるなどのペナルティは無いが、敵からダメージを受けると、コースアウトをしない代わりにビーズをばらまき、チェインが0になるというペナルティがある。

『ディズニー エピックミッキー〜ミッキーマウスと魔法の筆〜』『蒼き雷霆 ガンヴォルト』
ミスした際に特定の地点から再開するタイプでありながら残機数の概念を排除しており、ゲームオーバーの概念も無い。
『遊☆戯☆王デュエルモンスターズ』に代表されるカードバトルゲーム
特定のストーリーに関わるバトルを除けば、何度負けたとしてもゲームオーバーは一切なく、何事もなかったかのようにゲームを続行できる。
MMORPGや、オンラインでリアルタイムに他人と対戦などを行うオンラインゲーム
通常の意味でのゲームオーバーは存在しない。なぜならプレイヤーキャラが途中で死亡したり、与えられた使命を果たせなくても最初からやりなおしになることは無いためである。使命に失敗したとしても、後に再度挑戦する機会が与えられることがほとんどである。
なお、通常のRPGにおいてパーティーが全滅した場合、『ドラゴンクエストシリーズ』や『ポケットモンスター』のように、所持金が減って最後にセーブしたところや通過した地点に戻されるペナルティはある が、『ファイナルファンタジーシリーズ』などゲームオーバーがある作品とは違い、プレイを再開してから全滅までに獲得した経験値はなくならず、かつストーリーもやり直す必要もないので、これらもゲームオーバーとして扱わない場合がある。
『グランツーリスモシリーズ』
このゲームでは、スポーツカーのチューニングを行うなどしてレースの勝利を目指していくが、レーシングドライバーの生活の仮想体験がゲームの趣旨となっており、典型的なレースゲームの構成とは一線を画している。
『グランド・セフト・オートシリーズ』
キャラクターに体力という概念があるものの、体力がなくなって病院に送られたり（『WASTED』と表示される）、警察に逮捕されても（『BUSTED』と表示される）ゲームオーバーとはならないが、どちらも治療費・保釈金という名目で、所持金が減るというペナルティがある。。ストーリー上においてミッションが失敗した場合でも、主要人物が死亡ないし退場することはないため、今までのデータが削除されたり、ゲームの進行が不可能になることはない。
『どうぶつの森シリーズ』や『トモダチコレクション』シリーズ
プレイヤーの分身であるキャラクターの仮想空間での生活を主題にしており、前者ではタランチュラやサソリに刺されて気絶しても自宅に戻され、後者でも住人が体調不良になっても時間経過で快癒 し、キャラクターが死亡することはないため、ゲームオーバーがないゲームと言ってもよい 。
『スーパーマリオ オデッセイ』
これまでのスーパーマリオシリーズとは異なり、明確なゲームオーバーが存在しない。敵の攻撃を受けるなどをして体力がなくなったり、穴に落ちるなどのミスしても、最後に通過した地点からやり直せるが、ペナルティとしてコイン10枚が没収される。
『Ghost of  Tsushima』
残機という概念がなく、敵に敗北して死亡したとしても、直前の通過地点からやり直せる。ペナルティは特に存在しないが、5回ほど同じ地点で死亡するとミッションを中止するかの選択肢が出る。

## その他のゲームオーバー
ゲームによっては独自の文字を表示するもの、独自の表し方をするものがある。例を挙げると
『バイオハザードシリーズ』
どちらも「あなたは死亡しました」という意味の英文「YOU DIED（3以前）」・「YOU ARE DEAD（4以降）」の血文字が表示される。さらにはパートナーが死亡してもゲームオーバーとなり、「Mission Failed（任務失敗、4・RE4のみ）」「Your partner died（あなたの同行者が死亡しました）」などと表示される。4・5は大文字・小文字表記、それ以外は大文字のみだが、6以降からの作品は独特の血文字が廃止されて一般的なフォントになり、「YOU ARE DEAD」と大文字に統一された。
『ルイージマンション』シリーズ
『1』と『2』ではルイージの体力が0になると『おやすみなさい』という意味の「Good night!」もしくは「Good night…」と表示される。
『NiGHTS』シリーズ
ゲームオーバーになると「Night Over」もしくは「NIGHT OVER」と表示される（夢の世界を舞台とした設定のため）。またゲームオーバー時にナイトピア（良い夢の世界）にいたかナイトメア（悪夢の世界）にいたかで流れるBGMが変化する。
『かまいたちの夜』
悪い意味でのゲームオーバーの場合は「終」の文字を表示し、事件を解決しストーリーが終了した場合にはスタッフロールが流れるようになっている。
『たけしの挑戦状』
こちらは、通常のゲームオーバーは主人公の葬式が表示されるが、ある一定の条件を満たした状態で、ある選択をすると「さようならーーーーーーー りせっとほ゛たんを おしてくた゛さい」と表示され、以降はリセットするか電源を切らない限り、コントローラーの操作を受け付けなくなる。
『魔法少女まどか☆マギカ ポータブル』
対ワルプルギスの夜戦で暁美ほむらが敗れ、一定の条件を満たすと暁美ほむらが魔女化してしまい、「Homulilly」の魔女文字の下に「GAME OVER」の魔女文字が表示される。
『にゃんたんシリーズ』
誤った選択や誤答などをした場合、選択した次の項目（番号）で「ゲームしゅうりょう」と表示されゲームオーバーとなる。再開する場合は、1つ前の選択肢や指定された番号に移動する。
『バトルガール ハイスクール』『オルタナティブガールズ』など
出撃メンバー全員の体力が0になるのは無論のこと、ポーズメニューから戦闘を中断してもゲームオーバー扱いとなる作品も存在する。この場合は「Defeated（撃破されました）」「LOSE（負け）」と表示される。
『トイレキッズ』　
『ヘタクソ!!』と表示される。特に『クソ』の部分は大便が描かれている。
『元祖西遊記スーパーモンキー大冒険』
同行メンバーの全員が死亡すると、ブルーバックに白文字で『ああ　しんじゃった！』と表示される。
『光神話 パルテナの鏡』シリーズ
ゲームオーバーになると『ヤラレチャッタ』と表示される。

### バッドエンド
ストーリーの結末までたどり着いたが、クリア時にハッピーエンドになる条件を満たしていない場合（恋愛ゲームに多い）、その結末が悪い内容となるゲームも存在する。このようなゲームにおける悪い内容の結末を指して「バッドエンド」という言葉を用いることもある（『ときめきメモリアルシリーズ』『I"s Pure』『テイルズ オブ シンフォニア -ラタトスクの騎士-』など）。バッドエンドになる結末を迎えた時、最後のスタッフロールが無く即座にタイトル画面へ戻されたり、スタッフロールがあっても暗い雰囲気のBGMが流れることでバッドエンドを迎えたことがわかるようになっていることが多い。
また、バッドエンド（を含めてそのゲームで最上級以外のエンディング）を迎えた場合、特に謎解き型のアドベンチャーゲームなどでは、エンディングの中で主人公のモノローグなどの形で再挑戦の余地があることを示唆する言葉やベストエンドへのヒントを示唆する言葉を含むエピローグが流されるゲームもある。前者は「結局事件の真相は謎のままだ」「あの日まで時間を巻き戻せたら同じ過ちは犯さないのに」など、後者は「あの時見た/聞いた（けれど結局調べなかった）○○は何だったんだろう」「あの時不用意に○○してしまったことをとても後悔している」など。
クリア時の条件に関係なく、ストーリーそのものが不幸な結末になっているゲームも稀に存在する（例：『カイの冒険』、『カプコン バーサス エス・エヌ・ケイ ミレニアムファイト 2000』『Conker's Bad Fur Day』及びそのリメイクである『コンカー: Live and Reloaded』）。
ゲームだけでなく、漫画やドラマなどにおいて主人公が不幸な結末を迎えた場合にもこの言葉を用いる事が多い。
『ファンタジーゾーンII オパオパの涙』では、シューティングゲームでは珍しくバッドエンドがある。ちなみに、別作品の『ゴーファーの野望 エピソードII』とは特殊な立ち位置になり、主人公ことオパオパが闇に堕ち、ゲームオーバーになる。

### デッドエンド
バッドエンドの中でも特に最悪な結末ともいえるもの。主人公が殺されるなどの死に至るバッドエンドを「デッドエンド」 (DEAD END) という。作品により、ストーリーの結末となるものもあれば、結末ではないゲームオーバーとして扱われ再スタートが可能なものもある。
前述の『バイオハザードシリーズ』や『SIREN』などのいわゆる残酷ゲーム、『かまいたちの夜』や『学校であった怖い話』などのミステリー・サスペンスものの他、成人向けゲーム（『Fate/stay night』、『School Days』など）にも見られることが多い。
なお英熟語の dead end は「死亡して終わる」という意味ではなく袋小路や行き止まりを意味する熟語である。

### ノーマルエンド
普通の結末。稀に、バッドエンドのような展開をノーマルエンドと表記するなど例外もある（『爆ボンバーマン2』など）。

### ハッピーエンド
良い結末。グッドエンドとも言う。その中で最も幸せな結末はベストエンドと言われることもある。

### メリーバッドエンド
受け手の解釈により、ハッピーエンドともバッドエンドとも解釈できる結末。

### トゥルーエンド
最も多い情報を与えるもので、製作者にとって真実の結末。必ずしもプレイヤーやプレイヤーキャラクターにとって最良の結末とは限らない。
髙橋龍也が作った造語で、1996年に発売された『雫』にて発表されたのち、普及した。

### 終了を直接宣言しないもの
ゲームの目的を果たせずに途中で終了となっても“THANK YOU FOR YOUR PLAYING”（遊んでくれてありがとう）といった「終了」を直接宣言しない（『beatmania IIDX』を除く『BEMANIシリーズ』現行作など）、あるいは柔らかい表現にしているゲームも存在する。この手の多くのゲームはそもそもストーリー性がないものだったりする。また、この表現が“GAME OVER”の表記と共に表示されるゲームもある（『beatmania IIDX』シリーズ、『THE KING OF FIGHTERS 2002 UNLIMITED MATCH』など）。

### エンディング
ゲームの内容をすべてクリアし、エンディングやスタッフロールが流れた後、ゲームオーバーと表示され、スタート画面に戻る作品もある（『アレックスキッドのミラクルワールド』、『メタルスラッグ』など）。